# The Search for the Nile
The Search for the Nile foi uma minissérie britânica de ação e aventura, exibida entre Setembro e Outubro de 1971 pela BBC, em 6 episódios. Teve indicações ao Emmy, BAFTA e Golden Globe, levantando um prêmio Emmy.
Foi produzida pela BBC em parceria com a Time Life Television. O elenco era composto por James Mason, Kenneth Haigh, John Quentin, Barbara Leigh-Hunt, Ian McCulloch, entre outros, com produção e direção de Christopher Ralling, roteiro de Michael Hastings e Derek Marlowe, e música de Joseph Horovitz.
Foi uma das mais caras e ambiciosas de seu tempo, com locações em vários pontos da África Oriental. Segundo o jornal britânico Daily Mirror, era "Uma mistura compulsiva de teatro, história e diário de viagem".

## Sinopse
A fonte do rio Nilo foi o último grande mistério para os exploradores europeus no século XIX. A história de sua descoberta é de heroísmo a serviço da fé, ganância e obsessão. Foi um desafio que atraiu um punhado de homens extraordinários: um desafio forte o suficiente para revelar o melhor e o pior de todos eles. Cinematografia excepcional de paisagens africanas duras e implacáveis, sequências notáveis de caminhadas em massa de camelos e perigosas travessias de rios, tornaram a série altamente aclamada em sua época.

## Premiações

#### Emmy Awards
| 1972 |          |
| Special Classification of Outstanding Program and Individual Achievement - Docu-Drama                                     | Venceu   |
| Special Classification of Outstanding Program and Individual Achievement - Individuals (Michael Hastings e Derek Marlowe) | Indicado |

#### BAFTA
| 1972                        |          |
| Best Specialised Production | Indicado |
| Melhor ator (Kenneth Haigh) | Indicado |

#### Golden Globe
| 1972            |          |
| Best TV Special | Indicado |

## Elenco
- James Mason ... Narrador
- Kenneth Haigh ... Sir Richard F. Burton
- John Quentin ... John Hanning Speke
- Barbara Leigh-Hunt ... Isabel Arundell
- Michael Gough ... David Livingstone
- Andre Van Gyseghem ... Sir Roderick Murchison
- Ian McCulloch ... Capt. James Grant
- Seth Adagala ... Bombay
- Norman Rossington ... Samuel Baker
- Salim Mohamed ... Sheik Snay
- Keith Buckley ... Henry Morton Stanley
- Oliver Litondo ... King Mutesa
- Martin Echitemi ... Kalulu
- Catherine Schell ... Florence Baker
- Elizabeth Proud ... Blanche Arundell
- David Firth ... Lawrence Oliphant

## Episódios
- 1 - The Dream of the Wanderer (22 de Setembro de 1971)

Sinopse: apresenta os líderes das expedições da Royal Geographical Society: Sir Richard Francis Burton (Kenneth Haigh) e John Hanning Speke (John Quentin), bem como Isabel (Barbara Leigh-Hunt) e Livingstone (Michael Gough).
- 2 - Discovery and Betrayal (29 de Setembro de 1971)

Sinopse: o episódio leva Burton e Speke pela África, enfraquecidos pela febre, abandonados por carregadores e cada vez mais antagônicos um ao outro.
- 3 - The Secret Fountains (6 de Outubro de 1971)

Sinopse: John Speke e Capt. James Grant tentam chegar à margem norte do Lago Vitória para provar que é a fonte do rio Nilo. Seu objetivo está em perigo pela lesão incapacitante de Grant, a visão fraca de Speke e um chefe nativo que não os permite deixar sua aldeia.
- 4 - The Great Debate (13 de Outubro de 1971)

Sinopse: em 1864, Samuel e Florence Baker deixam Cartum, no Sudão, para uma viagem de três anos ao interior da África para provar sua teoria sobre a nascente do Nilo.
- 5 - Find Livingstone (20 de Outubro de 1971)

Sinopse: o repórter Henry Morton Stanley busca pelo missionário na África central.
- 6 - Conquest and Death (27 de Outubro de 1971)

Sinopse: enquanto Burton vive em um exílio amargo, Stanley começa uma circum-navegação épica do Lago Vitória.